# Solange Freitas
Solange Freitas (Santos), é uma política brasileira, filiada ao União Brasil (UNIÃO). 
Nas eleições de 2022, foi eleita deputada estadual por SP.